# Connétable van Frankrijk

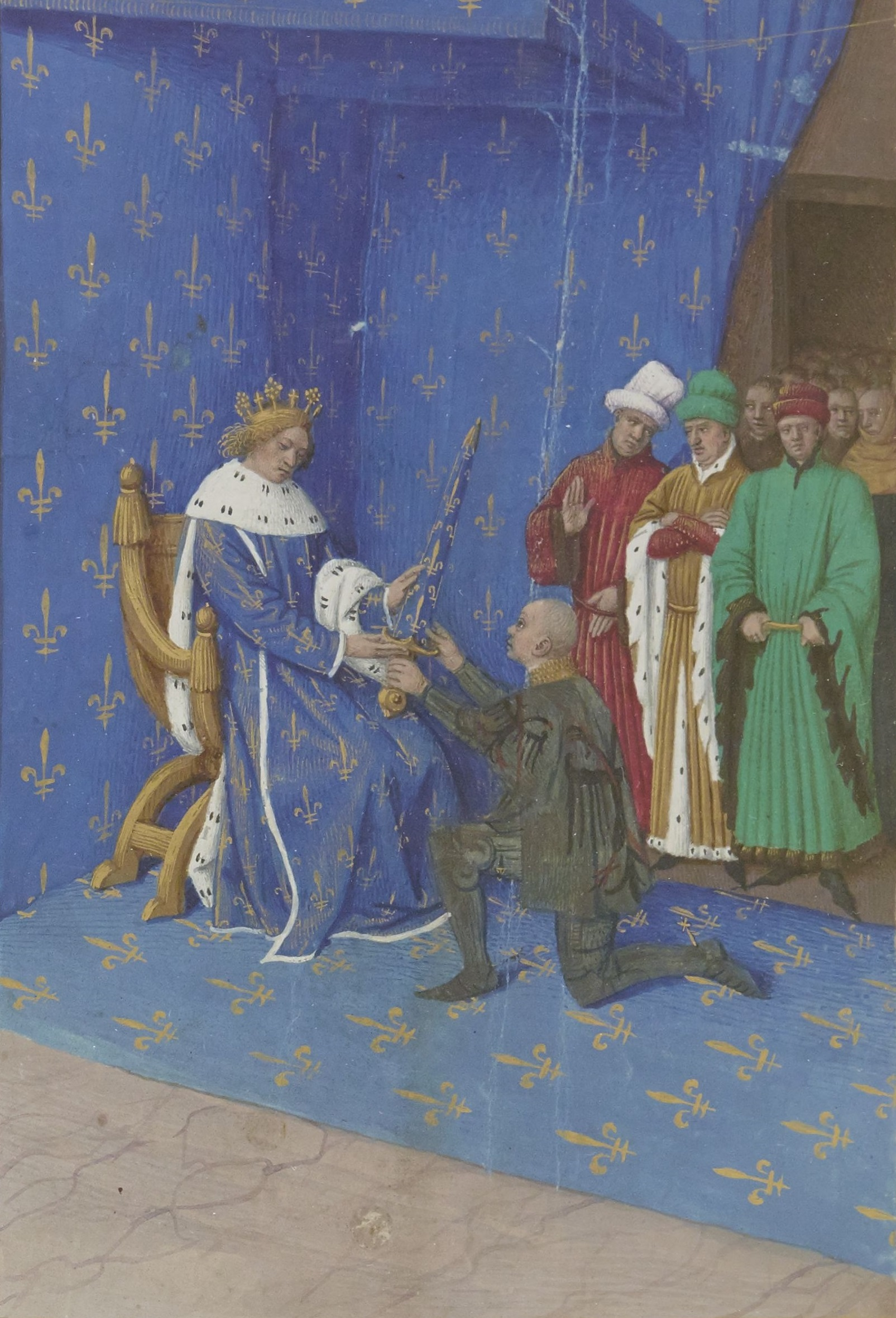
Bertrand du Guesclin krijgt het zwaard van de connétable

De connétable van Frankrijk was de belangrijkste van de grootofficieren van de Kroon tijdens de Valois-dynastie in Frankrijk, althans nadat het ambt van sénéchal van Frankrijk was afgeschaft.
De naam van de functie is ontleend aan het Latijn: comes stabuli, dat wil zeggen bewaarder van de stallen. De connétable was dus verantwoordelijk voor de paarden van zijn meester. De stalmeester was aanvankelijk hoofd van de koninklijke stallen, daarna ook hoofd van de ruiterij en nog later na de koning plaatsvervangend bevelhebber over diens leger.

Onder de Merovingische koningen was de connétable een functionaris van tweede rang, maar onder de Capetingers was hij een van de vijf hoogste officieren van de Franse kroon.
Sinds Filips II Augustus geen sénéchal (= de hoogste functionaris) meer benoemde, nam de connétable steeds meer diens functies over, waaronder die van opperbevelhebber van het leger. Mede door het ontstaan van staande legers kreeg de functie een steeds onafhankelijker karakter. De connétable de France was niet af te zetten en hij had recht op het grootste aandeel in de veroverde buit. Hij stond aan het hoofd van de maarschalken en was ook hoofd van de militaire rechtspraak. Later, voornamelijk tijdens de Honderdjarige Oorlog was hij de hoogste opperbevelhebber van het Franse leger die zijn bevelen enkel van de koning mocht ontvangen. Zelfs een kroonprins of regent mocht een connétable niet zomaar bevelen geven.
De grote macht van deze grootofficier werd als bedreiging gezien voor de macht van het koningschap, reden waarom de functie onder kardinaal Richelieu in 1626 werd afgeschaft na het overlijden van de ambtsdrager. Napoleon I voerde het ambt tijdelijk weer in en kende het in 1804 toe aan zijn broer Lodewijk Napoleon. Sinds de Restauratie bestaat het ambt niet meer.